# 藤木勇人
藤木 勇人（ふじき はやと、1961年1月9日 - ）は、沖縄県を拠点に日本全国で活動するマルチタレント。自称“うちなぁ噺家”。高座名は、2013年10月から立川志ぃさー（たてかわしぃさー）で、のちに「立川」なしの志ぃさー（しぃさー）に。
2023年4月に藤木志ぃさー（しぃさー）に改名した。

## 経歴
米軍占領下の沖縄・コザ（現沖縄市）で生まれ育つ。
20代の頃、郵便局保険外務員を勤めながら、現在沖縄県議会議員の玉城満が主宰していた当時はまだアマチュア集団だった「笑築過激団」のメンバーとして活動する一方、並行して24才より照屋林賢率いるりんけんバンドのメンバーともなった。30代郵便局、笑築歌劇団、りんけんバンドと抜けて一本立ちし、以後落語家立川志の輔に師事し、落語家としてではないが、今日に至るまで一人で活動する。
2001年に放送されたNHKの『ちゅらさん』シリーズに方言指導者を兼ねて出演したことで、彼が語る沖縄の言葉とともに全国区の人気を得るようになる。以後は沖縄県以外での活動の幅も増えており、現在は沖縄噺家、役者、コメディアン、随筆家、沖縄方言指導者、琉球文化研究者など、幅広い顔を持つ。
2013年10月1日に芸名を「立川志ぃさー」に改名し、同4日から那覇市で行われる寄席よりこの名前で出演していた。その後、立川を返上して高座名「志ぃさー」で活動し、2023年4月に藤木志ぃさーに改名。

## 活動歴

### 映画
- パイナップルツアーズ（1992年） - 比嘉役
- パイパティローマ（1994年） - チンピラ役
- MABUI（1999年、映画「MABUI」制作委員会） - 主人公伯父役
- 釣りバカ日誌イレブン（2001年、松竹映画） - 鈴木建設沖縄支社長役
- おぎゃあ。（2002年、アースドリームカンパニー） - 主人公義父役
- 母のいる場所（2005年、配給 パオ） - 葬儀屋社員役
- 琉球カウボーイ、よろしくゴザイマス（2007年、シュガートレイン） - 叔父役
- KIZUKI（2009年、映画「KIZUKI」製作委員会） - 海人役
- ニライの丘（沖縄国際映画祭出品作品、2010年、株式会社よしもとラフ&ピース） - チンピラ役
- さくら、さくら 〜サムライ化学者・高峰譲吉の生涯〜（2011年） - 藤木幸助役
- サンゴレンジャー（2013年） - 屋良賢二役
- 利休にたずねよ（2013年）
- 島々清しゃ（2016年）
- 私はヒーローそれともヴィラン？よみがえれ勝連城！ - 渡嘉敷純太郎役 (2017年)
- サンマデモクラシー（2021年） - ナビゲーター
- 風が通り抜ける道（2024年）- 大城隆役
- TOKYO MER -南海ミッション(2025年) - 沖縄県知事役

### テレビドラマ
- 土曜ドラマ「ジャッジ ～島の裁判官奮闘記～」（2007年、NHK総合・BShi）- 添田博 役
- 連続テレビ小説（NHK総合）
  - ちゅらさん（2001年） - 沖縄ことば指導、「ゆがふ」店長 兼城昌秀 役[5]
  - 純と愛（2012年） - 比嘉愛子の父親 役
  - ちむどんどん（2022年） - 沖縄ことば指導、「あまゆ」店長 金城順次 役[5]
- 犬笛（2002年、テレビ東京）
- 浅見光彦シリーズ19　ユタが愛した探偵（2004年、フジテレビ） - 比嘉孝義 役
- 探偵事務所5（2005年、BS-i） - 主人公・探偵515 役
- 本日も晴れ。異状なし（2009年、TBS） - 農家島民 役
- 特上カバチ 第1話（2010年1月17日、TBS） - 植木 役
- テンペスト（2011年7月 - 9月、NHK BSP） - 多嘉良善蔵 役
- 坂の上の雲（2011年12月、NHK総合） - 宗像繁丸 役
- つるかめ助産院〜南の島から〜（2012年8月 - 10月、NHK総合） - 田上真一 役
- 100の資格を持つ女〜ふたりのバツイチ殺人捜査〜12（2017年、テレビ朝日系） - 比嘉泰治 役
- コタキ兄弟と四苦八苦（2020年、テレビ東京） ‐ 渡辺手鞠の父 役
- 連続ドラマW フェンス（2023年、WOWOW） - 平良清巳 役[6]
- 1972 渚の螢火（2025年10月19日〈予定〉 - 、WOWOW） - 座間味喜福 役[7]

### その他テレビ
- お笑いポーポー（琉球放送）
- 안녕하십니까?ハングル講座 生徒（2007年、NHK教育）

### ラジオ
- ラジオ沖縄「ハイサイ!藤木勇人のヤマトde沖縄タイム」（2010年10月から。2013年10月から2014年9月までは「ハイサイ!立川志ぃさーのヤマトde沖縄タイム」または「ハイサイ!志ぃさーのヤマトde沖縄タイム」[2]）
全国にちりばめられた沖縄を、取材形式で東京で収録編集で沖縄全県区で放送。毎週月曜日夜8時より9時まで。ポッドキャストでも配信中
その週の木曜日には再編集ののち、神奈川県の川崎コミュニティFMでも放送。
- 沖縄熱中倶楽部（2007年から、NHKラジオ第1）
制作は地元沖縄局が行うが、全国放送である。
- FM沖縄「土曜のうちな〜バルPAIMUSICA」でバルのマスター役（毎週土曜21沖縄全島時放送中）
- 特集オーディオドラマ「見よ、蒼い空に白い星」（2005年8月14日、NHK-FM）

### 寄席
- 沖縄 笑々メンソーレ寄席 主催
- 東京 かりゆし演芸まつり（高円寺演芸まつり参加）主催
- 沖縄 笑い福らしゃ健康寄席 チャリティー公演 プロデュース
  - それぞれ年1回の開催